# Gare de Quimerc'h
La gare de Quimerc'h est une ancienne gare ferroviaire française fermée, de la ligne de Savenay à Landerneau, située à Quimerc'h sur le territoire de la commune de Pont-de-Buis-lès-Quimerch, dans le département du Finistère en région Bretagne.

## Situation ferroviaire
Établie à 95 mètres d'altitude, la gare de Quimerc'h est située au point kilométrique (PK) 728,690 de la ligne de Savenay à Landerneau, entre les gares de Pont-de-Buis et de La Forêt-du-Cranou (fermée). En direction de Landerneau, la gare ouverte la plus proche est celle de Dirinon.

## Histoire
Le bâtiment de la gare de Quimerc'h est démoli entre 1986 et 1990.

## Patrimoine ferroviaire
Le 17 septembre 2006, une exposition consacrée au chemin de fer, réalisée dans le cadre des journées européennes du patrimoine, est présentée à la Maison pour tous de Quimerc'h par la municipalité. Une partie de cette présentation concerne l'arrivée du chemin de fer avec des photos, plans et maquettes des installations.